# 大鬧廣昌隆
《大鬧廣昌隆》是清末時期發生在中國廣州的靈異故事，始見於木魚書唱本《陰魂雪恨》全三卷。《廣昌隆》描述女子被害化為厲鬼復仇的故事，先後流傳在粵港澳地區，乃至東南亞一帶，並幾度改編成粵劇、粵曲、電影、公仔書、廣播劇和電視劇。故事當中的「廣昌隆」確實是廣州成立的雜貨商號，由於故事情節有板有眼、人物有名有姓，加上舊時普羅大眾的文化水準不高，遂信以為真。

## 寶號
現實存在的廣昌隆最初是經營貿易、糧油日用、胭脂水粉、農副產品的雜貨鋪，成立於1887年（光緒十三年），歷經清末、民國至新中國时期，據今已有138年歷史。廣昌隆總行舊址大概在倉邊路與東風路交界處，分行曾經遍布珠三角地區。1927年（民國十六年）總行遷至香港，1978年取得香港商業登記，其後復歸廣州設立分號。 廣昌隆隨著時代變遷，已經不再局限於傳統的零售批發及代理貿易業，進而轉型成為投資涉及生物醫療、製造生產和老齡事業等主要投資板塊的投資集團。
廣昌隆的創辦人是黃庭芳，並不是虛構故事的趙姓，現任董事長黃喜潤是家族企業的第五代傳人。據說原版《陰魂雪恨》作者與廣昌隆創辦人黃氏相識，編造鬼故事純屬玩笑，豈料卻令「廣昌隆」人盡皆知，並隨後改編成粵劇和影視劇集。

## 相關作品
唱本《再世從良陰魂雪恨》又名《大鬧廣昌隆》
撰名作者創作的木魚歌唱本，及後逐漸演變成龍舟歌、南音的演唱形式。敘述廣州省城有位女子廖彩嬌被叔父賣為妓女，藝名小喬，托身嫖客趙懷安代為贖身，卻被騙去積蓄，憤而自殺身亡。鬼魂托窮秀才劉君獻向城隍廟買路票，並附在傘中前往趙家鋪頭報仇雪恨；之後，藉著前村姑娘鄭天香屍身還魂，與劉君獻結成夫婦。
粵劇《大鬧廣昌隆》
民國時期，《陰魂雪恨》被改編為粵劇《大鬧廣昌隆》，至今仍是粵劇團的著名演出劇目。劇情刻畫典型民間故事中關於美貌妓女與窮書生的癡情，並有一些警世勸善的教化意義，勸導世人勿做惡事，否則難逃天理必遭報應。
電影《廣昌隆恩仇記》
1937年首次登上電影銀幕，是由香港三和公司出品、吉誠貿易公司發行的黑白粵語長片，廖夢覺、花影容、陳莉莉、黃楚山主演。電影宣稱是根據光緒年間，發生在廣州小北門二牌樓的真人真事改編，遂令許多民眾信以為真。
高梨痕電影《大鬧廣昌隆》
1949年高梨痕執導黑白粵語長片，新生影業公司發行及出品，鄭孟霞、伊秋水、劉克宣、馬纓、高魯泉、陶三姑主演，劇情忠於原著故事。这部作品是高梨痕僑居香港執導的最後一部電影，高梨痕在中華人民共和國成立後回到上海，從此再沒有參與電影工作。
周詩祿電影《歌唱大鬧廣昌隆》
1952年周詩祿執導黑白粵語長片，梁醒波、小燕飛、林蛟、陳露華主演，劇情改編為廖小喬裝死逃過一劫，然後假扮成厲鬼引起混亂，藉此向趙槐安復仇。
黃岱電影《呆佬遇鬼》
1957年黃岱執導、龐秋華編劇的粵語搞笑片，光明娛樂公司出品，梁醒波、紫羅蓮、劉克宣、梁素梅、張醒非、袁立祥主演，敘述呆佬獻在客棧遇見被世家子弟趙槐安害死的女鬼廖小喬，於是打抱不平為之申冤，可惜官府拒絕受理；後來，呆佬獻攜傘帶著廖小喬鬼魂，前往海味店廣昌隆作法戲弄趙槐安，卻原來只是大夢一場。
麗的黃淑儀劇場《大鬧廣昌隆》
1975年劉芳剛編導麗的電視劇集，黃淑儀、許紹雄、吳回、岑清媚、焦雄主演。
陳果電影《大鬧廣昌隆》
1993年陳果執導香港電影，蔡瀾、區丁平監製，陳慶嘉、張小嫻編劇，嘉禾娛樂出品，鄭丹瑞、吳大維、陶君薇、青山知可子、梁家輝、顧美華主演。敘述電臺DJ鄭明寶被拋入水中，被一把飄來的傘救起，並結識傘中女鬼方茵。方茵為鄭明寶開播的靈異節目，講述自己從南洋前來香港接管廣昌隆飯店，邂逅並被負心漢欺騙，慘遭迫害而死的過程；及後鄭明寶幫助方茵，尋找負心漢馬光燊復仇。
無綫電視劇《大鬧廣昌隆》
1997年無綫電視翡翠台劇集，楊錦泉監製，周海媚、林家棟、郭少芸、陳啟泰等人主演，全20集。敘述廣昌隆伙計許大廣，偶然得到一把神秘紙傘，結識附在傘中的女鬼小芙蓉，得知自己神似廣昌隆三少爺陸運廣。許大廣在一次雷擊意外中，憶起前世與小芙蓉相處的時光，恍然大悟自己原來是陸運廣轉世，並查到自己前世與小芙蓉是被大哥陸運昌害死，於是設法向其討回公道。最終，許大廣與今世女友倀雞英結婚，並一起生活至終老，直到許大廣將要離開人世時，看到小芙蓉的身影在遠方等候。

## 佚事
廣府民俗迷信從外面帶回來的雨傘，不能在屋內將其打開，因為這樣會把外面的「污糟嘢」帶入屋內，據說這個老一輩流傳的禁忌，其實就是來源自「大鬧廣昌隆」的故事。